# Přebor Jihočeského kraje
Přebor Jihočeského kraje (Ondrášovka Krajský přebor mužů) patří společně s ostatními krajskými přebory mezi páté nejvyšší fotbalové soutěže v Česku. Je řízen Jihočeským krajským fotbalovým svazem. Hraje se každý rok od léta do jara se zimní přestávkou. Účastní se ho 16 týmů - z Jihočeského kraje, každý s každým hraje jednou na domácím hřišti a jednou na hřišti soupeře. Celkem se tedy hraje 30 kol. Vítězem se stává tým s nejvyšším počtem bodů v tabulce a postupuje do Divize A. Poslední dva týmy sestupují. Jeden do I.A třídy - skupina A, jeden do I.A třídy - skupina B. Do Přeboru Jihočeského kraje vždy postupuje vítěz I.A třídy - skupina A a vítěz I.A třídy - skupina B.

## Vítězové
| Ročník    | Vítězný tým               | Link |
| --------- | ------------------------- | ---- |
| 2002/2003 | FK Slavoj Český Krumlov   |      |
| 2003/2004 | FC Písek                  |      |
| 2004/2005 | SK Jankov                 | Zde  |
| 2005/2006 | TJ Malše Roudné           | Zde  |
| 2006/2007 | FC Písek                  | Zde  |
| 2007/2008 | FC ZVVZ Milevsko          | Zde  |
| 2008/2009 | TJ Malše Roudné           | Zde  |
| 2009/2010 | FK Sezimovo Ústí B        | Zde  |
| 2010/2011 | TJ Sokol Čížová           | Zde  |
| 2011/2012 | TJ Dražice                | Zde  |
| 2012/2013 | TJ Dražice                | Zde  |
| 2013/2014 | TJ Dražice                | Zde  |
| 2014/2015 | FK Jindřichův Hradec 1910 | Zde  |
| 2015/2016 | SK Jankov                 | Zde  |
| 2016/2017 | FK Spartak Soběslav       | Zde  |
| 2017/2018 | TJ Sokol Želeč            | Zde  |
| 2018/2019 | FK Olešník                | Zde  |
| 2019/2020 | FK Olešník                |      |
| 2020/2021 | Bez vítěze                |      |
| 2021/2022 | FK Slavoj Český Krumlov   |      |
| 2022/2023 | FK Jindřichův Hradec 1910 |      |
| 2023/2024 | TJ Hluboká nad Vltavou    |      |
| 2024/2025 | FC ZVVZ Milevsko          | Zde  |